# Osłonka mielinowa

Budowa neuronu, połączenia i synapsa

Osłonka mielinowa, otoczka mielinowa, dawniej osłonka rdzenna – osłonka włókien nerwowych tworzona przez oligodendrocyty w ośrodkowym układzie nerwowym i przez komórki Schwanna w obwodowym układzie nerwowym.
Komórki, owijając się kilkakrotnie wokół aksonów, tworzą osłonkę z własnej błony komórkowej, ułożonej w kilka warstw złączonych białkiem PLP1. Spełnia ona jednocześnie funkcję ochrony mechanicznej i izolatora elektrycznego aksonu. Długie aksony z osłonką mielinową nazywane są włóknami rdzennymi, a aksony bez osłonki to włókna bezrdzenne. Osłonkę mielinową ma większość długich aksonów, biegnących przez substancję białą w ośrodkowym układzie nerwowym oraz w nerwach rdzeniowych. W odstępach około 1 mm w obrębie cieśni węzła (przewężeń Ranviera) włókna rdzenne pozbawione są osłonek.
Mielina to substancja wytwarzana przez komórki otaczające aksony komórek nerwowych. W ośrodkowym układzie nerwowym są to oligodendrocyty, natomiast w obwodowym układzie nerwowym są to komórki Schwanna (lemocyty). Głównym składnikiem osłonki mielinowej są cerebrozydy, a w tym galaktozyloceramid. Związki te są zaliczane do grupy glikolipidów, składają się z cukrów, w tym przypadku galaktozy i lipidu – ceramidu (pochodna sfingozyny). Innym składnikiem mieliny jest fosfolipid lecytyna (fosfatydylocholina).